# Хомут (река)
Хомут — река в Аллаиховском улусе Республики Якутия, правый приток Индигирки. Длина реки — 88 км. Площадь водосборного бассейна — 618 км².
Начинается к востоку от горы Котел, течёт в общем северо-восточном направлении по безлесной гористой местности. В среднем и нижнем течении долина реки заболочена; здесь река протекает между озёр. Впадает в систему дельты Индигирки, в протоку Босякова.
Ширина реки ниже устья Малого Хомута — 32 метра, глубина — 1,3 метра. Скорость течения вблизи устья 0,5 м/с.
Основные притоки — Малый Хомут, Силит-Сиене, Малый Кунгут
По данным государственного водного реестра России входит в Ленский бассейновый округ. Код водного объекта — 18050000412117700070750.